# Davide Nicola
Davide Nicola (Luserna San Giovanni, Italia, 5 de marzo de 1973) es un exfutbolista y entrenador de fútbol italiano. Actualmente dirige al Cremonese de la Serie A.

## Carrera

### Como jugador
Nicola era defensa y debutó con el Genoa en 1992, donde estuvo 9 años. Posteriormente pasó por varios clubes, siendo cedido hasta en 4 ocasiones. Sólo llegó a jugar 15 partidos en la Serie A, con el Siena en la temporada 2004-05, aunque al año siguiente un gol suyo le dio el ascenso a la máxima categoría al Torino.

### Como entrenador

#### AC Lumezzane
En julio de 2010, puso fin a su carrera como futbolista en el Associazione Calcio Lumezzane para reemplazar el entrenador saliente Leonardo Menichini al frente del equipo. El 28 de junio de 2011, su contrato fue renovado, después de haberse quedado a las puertas de la promoción de ascenso a la Serie B. En su segunda temporada, el equipo fue octavo y Nicola abandonó el club.

#### AS Livorno
En la temporada 2012-13, Nicola se convirtió en el nuevo entrenador del Livorno en la Serie B, con el que consiguió el ascenso a la Serie A. Fue destituido en enero de 2014, tras concluir la primera vuelta de la Serie A con 13 puntos. Aunque regresaría al equipo tres meses después, no pudo evitar el descenso y dimitió en julio de 2014.

#### FC Bari
El 17 de noviembre de 2014, Nicola fue contratado por el FC Bari 1908, que terminó 10.º en la Serie B 2014-15. Fue destituido el 31 de diciembre de 2015, dejando al equipo en 6.º puesto tras 21 partidos del campeonato.

#### FC Crotone
El 23 de junio de 2016, Nicola se incorporó al Crotone, equipo debutante en la Serie A. Aunque el modesto elenco calabrés terminó la primera vuelta de la Serie A como 19.º clasificado con sólo 9 puntos en su casillero, sumó 20 puntos de los últimos 27 posibles y logró la permanencia en la última jornada. El 6 de diciembre de 2017, Nicola presentó la dimisión como técnico del Crotone, 16.º en la Serie A en aquel momento.

#### Udinese
El 13 de noviembre de 2018, llegó a un acuerdo con el Udinese Calcio para hacerse cargo del equipo friulano, 17.º clasificado de la Serie A. A pesar de un inicio positivo, finalmente no pudo alejarse de las posiciones de descenso y fue destituido el 20 de marzo de 2019, tras 4 meses en el cargo, con el Udinese en la 16.ª posición de la tabla.

#### Genoa CFC
El 28 de diciembre de 2019, fue contratado por el Genoa CFC. El 26 de agosto de 2020, pese a lograr la permanencia, fue destituido del cargo, siendo sustituido por Rolando Maran.

#### Torino FC
El 19 de enero de 2021, se hizo cargo del Torino FC en sustitución de Marco Giampaolo. Logró la permanencia del conjunto "granata" en la Serie A, pero fue reemplazado por Ivan Jurić.

#### US Salernitana
El 15 de febrero de 2022, firmó por la US Salernitana 1919. Se hizo cargo del equipo italiano cuando era colista de la Serie A, pero logró 4 victorias, 3 empates y una derrota en las 8 últimas jornadas del campeonato, lo que le permitió salir de los puestos de descenso y asegurar la salvación. El 3 de junio de 2022, renovó su contrato con el club por 2 años más. Sin embargo, el 16 de enero de 2023, un día después de encajar una severa goleada contra el Atalanta (8-2) que suponía el sexto partido consecutivo sin ganar, el club anunció su destitución, aunque el equipo no ocupaba puestos de descenso. Dos días después, el 18 de enero, el presidente de la Salernitana se echó atrás y Nicola regresó al banquillo. Sin embargo, tras menos de un mes, la entidad volvió a tomar la decisión de cesarlo, aunque el equipo estaba fuera de los puestos de descenso.

#### Empoli FC
El 15 de enero de 2024, fue oficializado como entrenador del Empoli FC.El 26 de mayo de 2024, logró salvar del descenso al club tras una victoria agónica como local sobre la Roma por 2-1 en la última jornada. Sin embargo, en julio de 2024, fue reemplazado en su cargo por Roberto D'Aversa.

#### Cagliari Calcio
El 5 de julio de 2024, fue anunciado como técnico del Cagliari y firmó un contrato por dos temporadas. El 18 de mayo de 2025, con una victoria por 3-0 sobre el Venezia, logró la salvación a falta de una jornada para el final de la Serie A. Sin embargo, el 4 de junio de 2025, el club anunció su salida del cargo.

#### Cremonese
El 2 de julio de 2025, asumió al frente del Cremonese hasta junio de 2027.

## Clubes

### Como jugador
| Club           | País   | Año       | Partidos | Goles |
| -------------- | ------ | --------- | -------- | ----- |
| Genoa CFC      | Italia | 1992-1993 | 0        | 0     |
| AS Andria BAT  | Italia | 1993-1994 | 26       | 0     |
| US Ancona      | Italia | 1994-1995 | 27       | 0     |
| Genoa CFC      | Italia | 1995-1998 | 94       | 0     |
| Pescara Calcio | Italia | 1998-1999 | 7        | 0     |
| Genoa CFC      | Italia | 1999-2002 | 72       | 4     |
| Ternana Calcio | Italia | 2002-2004 | 94       | 5     |
| Siena          | Italia | 2004-2005 | 15       | 0     |
| Torino FC      | Italia | 2005-2006 | 35       | 1     |
| Spezia Calcio  | Italia | 2006-2007 | 28       | 0     |
| Ravenna        | Italia | 2007-2008 | 18       | 0     |
| AC Lumezzane   | Italia | 2008-2010 | 49       | 1     |

### Como entrenador
| Club           | País   | Año           | PJ  | PG  | PE  | PP  | Efectividad |
| -------------- | ------ | ------------- | --- | --- | --- | --- | ----------- |
| Lumezzane      | Italia | 2010-2012     | 77  | 28  | 20  | 29  | 45.02%      |
| Livorno        | Italia | 2012-2014     | 69  | 29  | 18  | 22  | 50.73%      |
| Livorno        | Italia | 2014          | 4   | 0   | 0   | 4   | 0%          |
| SSC Bari       | Italia | 2014-2015     | 50  | 20  | 13  | 17  | 48.67%      |
| Crotone        | Italia | 2016-2017     | 56  | 13  | 10  | 33  | 29.16%      |
| Udinese Calcio | Italia | 2018-2019     | 15  | 4   | 4   | 7   | 35.56%      |
| Genoa          | Italia | 2019-2020     | 22  | 8   | 5   | 9   | 43.94%      |
| Torino         | Italia | 2021          | 20  | 5   | 9   | 6   | 40%         |
| Salernitana    | Italia | 2022-2023     | 38  | 9   | 12  | 17  | 34.21%      |
| Empoli         | Italia | 2024          | 18  | 6   | 5   | 7   | 42.59%      |
| Cagliari       | Italia | 2024-2025     | 41  | 11  | 9   | 21  | 34.15%      |
| Cremonese      | Italia | 2025-presente | 1   | 0   | 1   | 0   | 33.33%      |
| Total          | Total  | Total         | 411 | 133 | 106 | 172 | 40.96%      |